# Bò Kangayam
Bò Kangeyam, còn được gọi là Bò Kangayam, lấy tên từ thị trấn Kangeyam ở huyện Tiruppur thuộc bang Tamil Nadu, Ấn Độ. Nó là một giống bản địa của Ấn Độ. Các loài động vật được xây dựng ở mức trung bình nói chung và được coi là giống tốt ở Nam Ấn Độ. Mặc dù sữa của bò Kangayam có giá trị dinh dưỡng cao, không có chất béo xấu, giống này được coi là một giống bò nghèo sữa. Tuy nhiên, trong một số trường hợp, các loại sữa tốt cũng được tìm thấy, chúng sản sinh ra 18 đến 20 lít trong thời gian vắt sữa cao điểm. Màu sắc của bò giống này là màu xám hoặc trắng với các mảng màu đen. Loài này đang trong tình trạng suy yếu, do sự hỗ trợ của chính phủ ít ỏi đối với các giống bản địa, mặc dù những nỗ lực bảo thủ cá nhân đang mang lại một số hoa trái nhất định. Jallikatu là môn thể thao truyền thống của Tamil Nadu; giống này được sử dụng rộng rãi ở Jallikattu do tính chất hung dữ của nó.
Kangayam là một giống phổ biến và nổi tiếng từ Tamil Nadu. Nó còn được biết đến với tên gọi là Bò Kongu hay Bò Kanganadu, và là một giống bò trợ giúp đồng áng tuyệt vời, nổi tiếng vì sức mạnh của nó. Kangayam là một giống bò khỏe mạnh thích hợp cho hoạt động nông nghiệp và vận chuyển. Nó thích nghi tốt với các khu vực dễ bị hạn hán và có thể phát triển mạnh trên các thức ăn độc đáo như neem, palmyra và một số loại có giá trị dinh dưỡng thấp khác; nó có khả năng kháng bệnh và có chỉ số khối cơ thể thấp, tỷ lệ trao đổi chất thấp và nhu cầu nước thấp, có khả năng chịu được stress nhiệt và độ ẩm và khả năng phục hồi. Một số những phẩm chất này làm cho giống bò này trở thành một ứng cử viên thích hợp để thích nghi với biến đổi khí hậu. Nó cũng có thể được tìm thấy ở nhiều nước ở Indonesia, và ở Nigeria, nhưng chủ yếu được đưa đến đó bằng cách đi đến México trong thời kỳ Napoléon.